# Apró pénzecskegomba
Az apró pénzecskegomba  (Laccaria tortilis) a Hydnangiaceae családjába tartozó, Európában és Észak-Amerikában honos, erdőkben, bokros területeken előforduló, ehető gombafaj.

## Megjelenése
Az apró pénzecskegomba kalapjának átmérője 1,5-0,5 cm, alakja kezdetben domború, később laposan kiterül. Szabálytalanul hullámos széle hosszan, majdnem a középig erősen sugarasan, áttetszően bordás. Színe húsvöröses, közepe sötétebb, gyakran köldökösen bemélyedő. Higrofán; nedvesen, vízzel átitatva jóval sötétebb árnyalatú, mint szárazon. Íze és szaga nem jellegzetes.
Ritkán álló, tönkhöz nőtt lemezei húsrózsásak, a kalapénál valamivel világosabb árnyalatúak. Spórapora fehér. Spórái gömbölyűek, tüskések, a tüskékkel együtt átmérőjük 11,5-15 μm (nagyobbak, mint a többi pénzecskegombáé).
Tönkje 1–2 cm magas és 1–2 mm vastag. Színe húsbarnás, állaga rostos, általában hajlott. A fiatal gomba tönkjének töve finom fehér szőrökkel borított.

### Hasonló fajok
Más barna (Laccaria laccata, Laccaria altaica, Laccaria fraterna, Laccaria proxima) és barnáslila (Laccaria bicolor) színű pénzecskegombákkal téveszthető össze; azok is ehetőek.

## Elterjedése és termőhelye
Európában - főleg annak középső és déli részén - és Észak-Amerikában honos. Magyarországon nem gyakori. Bokrok alatt, erdőszéleken, erdei utakon, csupasz talajon, többnyire éger és fűz alatt, kis csoportokban található meg. Májustól októberig terem.
Ehető, de kis mérete miatt étkezési szempontból nem jelentős.